# غويلرمو ألفاريز
غويلرمو ألفاريز (بالإسبانية: Guillermo Álvarez Perdomo) (14 يوليو 1986 بكاراكاس في فنزويلا - ) هو مدرب كرة قدم ولاعب كرة قدم فنزويلي في مركز الدفاع. لعب مع رامبلا جونيورز وريفر بليت ونادي رينتيستاس.

## وصلات خارجية
- غويلرمو ألفاريز على موقع قاعدة بيانات كرة القدم.إي يو (الإنجليزية)